# Joel Aguilar
Joel Aguilar, född 2 juli 1975, är en fotbollsdomare från El Salvador som bland annat dömt matcher i U-20 VM 2007 i Kanada. Han var en av domarna i fotbolls-VM 2010. Aguilar har varit Fifa-domare sedan 2001.